# Scapolister sternalis
Scapolister sternalis är en skalbaggsart som beskrevs av Borgmeier 1930. Scapolister sternalis ingår i släktet Scapolister och familjen stumpbaggar. Inga underarter finns listade i Catalogue of Life.